# Dan Seymour
Dan Seymour, de nom Daniel Seymour Katz (Chicago, 22 de febrer de 1915 − Santa Monica, 25 de maig de 1993) va ser un actor estatunidenc.

## Biografia
Va néixer Daniel Seymour Katz a Chicago, Illinois. Va anar a la Senn High School a Chicago i es va graduar a la Universitat de Chicago en Belles Arts.

## Carrera
Mentre estava a la universitat, va actuar en moltes obres escolars i també va treballar de nit com un MC en diversos night clubs de Chicago, amb força èxit. Va anar a Hollywood, on la seva complexió corpulenta (120 kg) i l'aspecte moreno era perfecte per a un canalla de Hollywood. Va interpretar papers del contrincant de Humphrey Bogart, el Capità Renard de la França de Vichy, a Tenir-ne o no. A la pel·lícula de 1952 "Mara Maru", actuava enfront de Raymond Burr i Errol Flynn en un personatge anomenat Mason. Més tard apareixeria en 7 episodis de Perry Mason una altra vegada amb Burr. També va sortir a Molle Mystery Theater.
Dan Seymour es va casar amb Evelyn Schwart el 1949 i van tenir dos fills: Jeff, nascut el 1950, i Greg, nascut el 1954.

## Filmografia
| - 1942: Cairo: l'home gras al teatre del Caire - 1942: The Talk of the Town: Cap dels cambrers al Nightclub - 1942: Road to Morocco: Slave Buyer - 1942: Casablanca: Abdul - 1943: Mug Town: Chef - 1943: Rhythm of the Islands: Native Guard - 1943: Tahiti Honey: Fats - 1943: Hit the Ice: Cap - 1943: Bombs Over Burma: Pete Brogranza - 1943: Tiger Fangs: Henry Gratz - 1943: Klondike Kate: Piano Player Harry - 1944: Crazy Like a Fox: The Prince - 1944: Kismet: Turc al Cafe - 1944: Rainbow Island: Nadiu gras - 1944: Tenir-ne o no (To Have and Have Not): en el paper del policia-col·laborador Capità Renard - 1944: Brazil: Rei del Carnaval - 1945: It's in the Bag!: Fatso - 1945: Guest Wife: duaner turc - 1945: The Spanish Main: funcionari presó - 1945: Confidential Agent: Mr. Muckerji - 1945: San Antonio: guàrdia de fronteres Laredo - 1946: A Night in Casablanca: Prefecte de Polícia Brizzard - 1946: The Searching Wind: Torrone - 1946: Cloak and Dagger de Fritz Lang: Marsoli - 1947: Philo Vance's Gamble: Jeff - 1947: Hard Boiled Mahoney: Doctor Armand - 1947: Slave Girl: Telek - 1947: Intrigue: Karidian - 1948: Cayo Largo: Angel Garcia - 1948: Johnny Belinda: Pacquet - 1949: Highway 13: Kelleher | - 1949: Trail of the Yukon: Laroux - 1949: El llibre negre (Reign of Terror): Hostaler - 1950: Young Man with a Horn: Mike - 1950: Abbott and Costello in the Foreign Legion: Josef - 1950: Joe Palooka in the Squared Circle: Charlie Crawford - 1950: Sing It Again (sèrie TV): Host (1950-1951) - 1948: We the People (sèrie TV): Host (1950-1952) - 1951: Sirocco: Wealthy Syrian - 1951: The Blue Veil: Pelt - 1952: Encobridora: Comanche Paul - 1952: Mara Maru: Tinent Zuenon - 1952: Glory Alley: Sal Nichols (The Pig) - 1952: Face to Face: Drummer - 1953: Tangier Incident: Rabat - 1953: The System: Mr. Marty - 1953: Perseguida: Felipe - 1953: Els subornats: Mr. Atkins - 1954: Human Desire: Duggan - 1955: Els contrabandistes de Moonfleet: Hull - 1955: Abbott and Costello Meet the Mummy: Josef - 1956: Beyond a Reasonable Doubt: Greco - 1957: The Buster Keaton Story: cap indi - 1957: Undersea Girl: Tinent Mike Travis - 1957: El recluta (The Sad Sack): cap àrab - 1959: Watusi: Mohamet - 1959: Return of the Fly: Max Berthold - 1972: Unholy Rollers: Used Car Dealer - 1973: The Way We Were: Guest - 1974: The Centerfold Girls - 1975: Escape to Witch Mountain: Psychic - 1975: The Manhandlers: Vito |